# القيمة (حجة)
القيمة هي إحدى قرى الجمهورية اليمنية. وهي تتبع جغرافيًا لمحافظة حجة. وإداريًا لمديرية قارة. يبلغ تعداد سكانها 1584 نسمة حسب الإحصاء الذي جرى عام 2004.